# Edward Victor Appleton
Edward Victor Appleton GBE KCB FRS (Bradford, Regne Unit, 1892 - Edimburg, Regne Unit, 1965) fou un físic i professor universitari britànic guardonat amb el Premi Nobel de Física l'any 1947.

## Biografia
Va néixer el 6 de setembre de 1892 a la ciutat anglesa de Bradford. Després de graduar-se en ciències naturals al Saint John's College de la Universitat de Cambridge va participar en la Primera Guerra Mundial. Al seu retorn, va ingressar l'any 1920 al Laboratori Cavendish com a ajudant en física experimental. Entre 1924 i 1936, fou professor de física a la Universitat de Londres i, entre aquest últim any i 1939, de filosofia natural a la Universitat de Cambridge. Entre 1939 i 1949, fou secretari del Department of Scientific and Industrial Research.
Edward Victor Appleton morí el 21 d'abril de 1965 a la ciutat d'Edimburg.

## Recerca científica
La postulació de l'existència d'una capa conductora en els límits superiors de l'atmosfera comportà que Guglielmo Marconi aconseguís investigar i realitzar les seves primers transmissions transatlàntiques mitjançant senyals que havien de ser refractats per poder arribar a la seva destinació.
El 1902, Oliver Heaviside i Arthur Edwin Kennelly van proposar independentment l'existència d'una capa conductora que reflectiria senyals de ràdio. Mitjançant les seves investigacions, Appleton havia observat que la força dels senyals de ràdio d'un transmissor a determinada freqüència disminuïen en recórrer una trajectòria de centenars de quilòmetres o que, tot i la seva constància durant el dia, variaven durant la nit. Això el va conduir a creure que era possible que dos senyals de ràdio fossin rebuts, l'un viatjant al llarg de la Terra, i l'altre reflectit per una capa a l'atmosfera superior. La variació en la força del senyal de ràdio total va ser el resultat del patró d'interferència dels dos senyals.
Per provar la seva teoria, Appleton va utilitzar el transmissor de difusió de la ràdio British Broadcasting Corporation (BBC) a la població anglesa de Bournemouth, transmetent un senyal cap al límit superior de l'atmosfera. Després, va rebre els senyals de ràdio prop de Cambridge, provant que aquests senyals s'havien reflectit. Fent un canvi periòdic a la freqüència del senyal de ràdio de la difusió, va poder amidar quant temps necessitaven els senyals per viatjar a les capes de l'atmosfera superior i retornar. D'aquesta manera, calculà que l'altura de la capa de reflex era de 96,6 km sobre la Terra, el que avui es coneix amb el nom de ionosfera.
El 1947, fou guardonat amb el Premi Nobel de Física per les seves contribucions al coneixement de la ionosfera, que va conduir al desenvolupament del radar.

## Reconeixements
En honor seu, s'anomenà el cràter Appleton de la Lluna.